# Рімас Якелайтіс
Рімас Якелайтіс (лит. Rimas Jakelaitis) - литовський бігун, член марафонської команди Шрі Чинмоя.

## Зноски
1. ↑  Runner's Bios - Sri Chinmoy Marathon Team USA. us.srichinmoyraces.org. Процитовано 16 березня 2021.